# WindTide

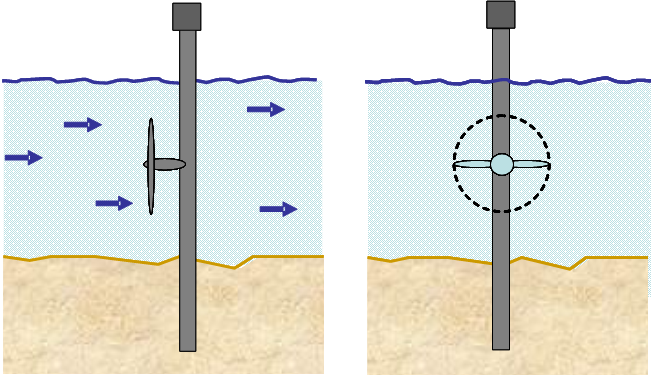
Beispiel eines Meeresströmungskraftwerks, allerdings gehört an die Spitze des Turms eine Windturbine

WindTide war ein Forschungsprojekt zur Untersuchung der gemeinsamen Energienutzung aus Wind und Tideströmung in den Küstengewässern. Das Projekt wurde vom Entwicklungszentrum für Schiffstechnik und Transportsysteme (DST) in Duisburg und dem Institut für Grundbau, Bodenmechanik, Felsmechanik und Tunnelbau der Universität Duisburg-Essen (IGB) durchgeführt und vom Bundesministerium für Wirtschaft und Technologie über die Arbeitsgemeinschaft industrieller Forschungsvereinigungen „Otto von Guericke“ finanziert.

## Hintergrund
In Deutschland spielt die Windenergie eine wichtige Rolle, sie hat einen stark wachsenden Anteil am gesamten deutschen Stromverbrauch, geplant ist bis 2030 ein Anteil von 15 %. Derzeit wird der Offshore-Sektor ausgebaut, da die ertragreichen Standorte landgestützter Windenergienutzung weitgehend mit Landanlagen bebaut wurden. Daher wird der Ausbau der Offshore-Windenergie durch das Erneuerbare-Energien-Gesetz (EEG) stark gefördert. Bei der Errichtung von Offshore-Windenergieanlagen ist es sinnvoll, aufgrund der hohen Investitionskosten eine Doppelnutzung anzustreben. Damit kann eine effektivere Energiegewinnung erfolgen, denn die Gezeiten sind vom Wetter unabhängig, d. h. es wird auch bei Windstille Strom erzeugt. Somit kann neben der Reduzierung der spezifischen Investitionskosten der Anlage auch die Infrastruktur der Energieübertragung besser genutzt werden. Daher wurde in dem Projekt WindTide Planungswerkzeuge für Auslegung, Bau und Betrieb von Offshore-Windenergie und Wasserturbinen zur Ausnutzung der durch die Gezeiten verursachten Strömungen entwickelt.

## Kombination von Offshore-Windenergie-Anlagen mit Wasserturbinen
Wasserturbinen zur Nutzung der Tideströmung haben im Vergleich zu Windturbinen den Vorteil der rund 800fachen Dichte des Wassers gegenüber der Luft. Nachteilig ist die geringere Strömungsgeschwindigkeit, daher sind nur Standorte mit hohen Strömungsgeschwindigkeiten der Tide geeignet. Nachteilig ist die geringere Querschnittsfläche, die von den Flügeln gebildet werden, da Offshore-Windenergieanlagen nur in Wassertiefen bis 60 Meter installiert werden.
Es wurden Methoden entwickelt, um geeignete Standorte zu finden und zuverlässige Lastannahmen, sicheren Gründungsbemessung und eine Optimierung der Strukturauslegung solcher Anlagen zu erhalten.